# Studentenverbindung
Studentenverbindung, anche Studentenkorporation, è un termine generico utilizzato nei Paesi di lingua tedesca per indicare diversi tipi di associazioni o unioni studentesche. Le loro caratteristiche specifiche possono essere le più diverse. Di norma sono composte da studenti ed ex studenti di università o istituzioni didattiche di livello universitario e hanno la finalità principale di preservare gli usi e le tradizioni dell'università o istituzione di provenienza. In Austria e Svizzera sono note anche come Schülerverbindungen (lett. "associazione degli allievi").
Oltre al principio conventivo (Conventsprinzip) e a quello associazionistico perpetuo (Lebensbundprinzip), non esistono caratteristiche che siano comuni a tutti tipi di associazioni (principalmente, le Burschenschaften o Confraternite, le Landsmannschaften o Nazioni, i Corps o Corpi, le Turnerschaften o associazioni ginniche, le Sängerschaften o associazioni coreutiche, le corporazioni cattoliche, i Wingolf e le associazioni feriali).

## Panoramica
Nelle associazioni o corporazioni studentesche di lingua tedesca gli studenti organizzano il periodo dei loro studi in una comunità alla quale sono legati sia membri attivi che membri non attivi. Oltre a ciò il principio conventivo, inteso come concetto organizzativo informato ad autonomia e democrazia interna, è un importante tratto comune di tutte le corporazioni studentesche.
Dal punto di vista giuridico tali corporazioni studentesche si organizzano di regola come associazioni non registrate, anche se nel nome possono portare la qualifica di "associazione" (Verein). Normalmente, oltre al principio conventivo e a quello associazionistico, un altro tratto distintivo è la presenza di statuti (Comments) – insiemi di regole tradizionali nei diversi ambiti della vita associata, originariamente orali e poi sempre più di frequente posti per iscritto.
Uno degli scopi precipui dell'associazionismo perpetuo o vitalizio è quello di rendere possibile una rete di contatti e di amicizie tra le generazioni degli studenti. Caratteristico a questo proposito è l'uso nella maggior parte di tali associazioni di darsi familiarmente del "tu" tra i membri, indipendentemente dall'età o dalla posizione sociale e lavorativa, sin dal momento in cui uno studente entra a far parte della corporazione con il grado di Fuchs o Fux (lett. "volpe" ma derivante da una storpiatura del termine Wuchs "germoglio").
Prima di conseguire il primo titolo accademico i membri studenteschi fanno parte del raggruppamento all'interno dell'associazione detto Aktivitas. Quest'ultima organizza nell'ambito di un programma semestrale (in coincidenza con quello accademico), di regola sotto la propria responsabilità e supervisione, attività quali: approfondimenti scientifici (Studium Generale), festeggiamenti, gite, attività sportive e musicali, cori studenteschi, ecc.
Presso molte associazioni orientate tradizionalmente, dette anche associazioni "duellanti", parte importante della vita comunitaria è il cosiddetto duello studentesco, non cruento, noto come Mensur. La maggioranza delle associazioni tedesche è oggigiorno non più duellante. Le restanti possono pretenderlo (pflichtschlagend) o meno (fakultativ schlagend) come obbligatorio.
Concluso lo studio, segue la cosiddetta "filistizzazione" (Philistrierung) dal nome del popolo biblico dei filistei, nome che indica una sorta di "imborghesimento" nel senso di accettazione dei costumi sociali e quindi di accettazione della "ipocrisia" borghese. Da quel momento in poi si viene designati, nel gergo corporativo, come "Vecchio" (Alter Herr) oppure "Gentildonna" (Hohe Dame), e si entra a far parte del cosiddetto "Filisterio" (Philisterium). Quest'ultima struttura, tramite una quota associativa, sostiene anche la corporazione studentesca vera e propria ed assume di regola lo statuto giuridico di associazione registrata (eingetragener Verein – e. V.) senza scopo di lucro.
Gli usi ed i costumi di molte associazioni sono sorte oltre due secoli fa e derivano in gran parte da una particolare cultura e modo di vivere degli studenti, risalenti al tardo Medioevo e comuni fino alla prima metà dell'Ottocento. A partire dalla seconda metà del secolo la cultura delle corporazioni studentesche si diffuse in tutto l'ambito culturale di lingua tedesca, costituendo così un baluardo della conservazione delle tradizioni presso ampie parti del mondo studentesco. Tra queste tradizioni si contano l'abitudine di indossare cappelli o fasce di diversi colori o di portare alle adunate stemmi studenteschi e bandiere. Nel primo caso, laddove i colori si indossano (vestiario colorato), si parla di associazioni "indossa-colori" (farbentragende Verbindungen), nel secondo invece (bandiere, ecc.) di associazioni "porta-colori" (farbenführende Verbindungen). Nel caso invece che l'associazione rinunci a propri colori, si parla di associazioni "nere" (schwarze Verbindungen).
La maggior parte delle associazioni accolgono esclusivamente uomini. Le prime associazioni femminili furono istituite nel 1899, per essere poi successivamente abolite entro la fine della seconda guerra mondiale. Negli anni settanta infine le associazioni maschili si aprirono anche alle donne, trasformandosi in associazioni miste. Solo dagli anni ottanta sono state rifondate associazioni esclusivamente femminili, il cui numero alla fine del XX secolo è aumentato in maniera consistente.
Circa il dieci-quindici per cento delle associazioni studentesche, in particolare quelle maschili (Burschenschaften) tengono presso le loro sedi attività di formazione politica. In particolare sono trattate da un punto di vista conservatore – anche presso associazioni austriache – temi quali: l'unità nazionale tedesca, le radici del popolo tedesco, della nazione tedesca e dell'indipendenza tedesca.
Secondo statistiche, nel 1984 appartenevano ad associazioni studentesche tra il due ed il tre per cento della popolazione studentesca in Germania e Austria: all'incirca 170000 persone tra studenti ed ex studenti. Le località con il maggior numero di associazioni studentesche tuttora attive sono (in Germania): Monaco di Baviera (84 associazioni), Berlino (63), Bonn (51), Gottinga (42), Aquisgrana (42). In Austria: Vienna (118), Graz ed Innsbruck (42). In Svizzera: Zurigo (26), Ginevra (20), San Gallo (18).

## Tipi di associazione
Esistono diverse forme di corporazioni studentesche. Si contano per lo più le seguenti: Associazioni studentesche cristiane e cattoliche (Katholische und christliche Studentenverbindungen), Corpi (Corps), Associazioni studentesche maschili (Burschenschaften), Nazioni (richiamano le corrispondenti associazioni universitarie medievali: Landsmannschaften), Associazioni studentesche ginniche (Turnerschaften), Associazioni studentesche forestali e venatorie (Jagd- und Forstverbindungen), Associazioni studentesche musicali e coreutiche (musische Studentenverbindungen), Associazioni femminili (Damenverbindungen). Oltre a queste sono presenti associazioni universitarie locali prive di università di riferimento, denominate "Associazioni feriali" (Ferialverbindungen).
Tra gli anni ottanta del XIX secolo ed il 1933 (in Germania) o 1938 (in Austria) furono istituite anche associazioni studentesche ebraiche, fondate soprattutto per reagire al montante antisemitismo ed ai tentativi di segregazione da parte delle restanti associazioni studentesche. In precedenza, in particolare prima del 1848, non vi erano state forme di discriminazione: gli ebrei potevano iscriversi senza difficoltà, tranne alle associazioni di stampo cristiano. Dopo la fine della dittatura nazista non vi furono rifondazioni di associazioni ebraiche.
A partire dagli anni settanta del XX secolo alcune corporazioni hanno abolito la discriminazione sessuale o di genere. Sono inoltre presenti associazioni miste coreutiche, sportive, religiose o culturali, in cui donne e uomini sono membri a pari diritto (per es. nella Federazione Ginnica Accademica - Akademischer Turnerbund, ATB); ciò non vale per le associazioni cattoliche, le cui corporazioni sono costituite esclusivamente da donne o da uomini. In verità, la maggior parte di associazioni e le loro formazioni continuano a non accettare donne tra i loro membri, sebbene queste ultime siano praticamente sempre accolte nella maggior parte delle attività associative.
La fondazione di associazioni femminili a sé stanti è stata sostenuta logisticamente e finanziariamente da alcune corporazioni e formazioni corporative. Tali sforzi sono stati solo in parte coronati dal successo, sebbene associazioni femmini esistessero già a partire dal 1899 (con una interruzione durante la dittatura nazista). Solo in Austria esistono attualmente associazioni femminili di una certa consistenza.

## Struttura

### LaAktivitased il principio conventivo (Conventsprinzip)
Un'associazione si compone di membri studenteschi o lavoratori. La Aktivitas (nei "Corpi": "Convenzione del Corpo", Corpsburschen-Convent) è la forma organizzativa dei membri studenteschi. Normalmente non è organizzata come società registrata (e. V. ossia un'associazione senza scopo di lucro), quindi non è costitutiva di persona giuridica. Le decisioni sono prese a maggioranza in convenzioni (assemblee), che rappresentano forme di democrazia diretta. In tali convenzioni è eletto a scadenza semestrale il direttivo (spesso denominato Chargia, storpiatura latinizzante dal francese charge "incarico" o "carica"), il quale normalmente si compone di tre "incaricati" (Chargierte) e del Fuchsmajor (tribuno dei novizi), responsabile dei novizi (Füchse); tutti gli incaricati possono essere sfiduciati anche senza preavviso.
Storicamente, le convenzioni hanno funzioni di controllo nei confronti dei loro membri, i quali possono esser soggetti a pene previste dagli statuti (Comment) in caso di infrazioni a regole fissate a maggioranza e da tutti accettate. Tali pene possono andare da lievi multe, versate alla Cassa Comune, a richiami verbali o scritti, fino all'espulsione provvisoria (sospensione) o definitiva (dimissioni). Il principio conventivo è spesso descritto con il più recente concetto di "democrazia di base".
Sono frequenti i gemellaggi, specialmente tra grandi associazioni, spesso regolati da veri e propri trattati (Dachverbände). In questo modo i direttivi sono in grado di assicurare scambi culturali e gite ai membri delle associazioni coinvolte e, nel caso di cambio di luogo di studio, anche una sorta di "doppia cittadinanza": nel caso di associazioni "indossa-colori" sono autorizzati a portare i colori di entrambe (Zwei-Farben-Bruder, Zweibändermann, ecc). Alcune associazioni, al contrario, escludono qualsiasi gemellaggio (i Lebenscorps).
A causa della loro autonomia organizzativa, le associazioni studentesche si sono spesso considerate indipendenti da autorità statali, politiche, universitarie, conducendole nella loro storia a conflitti con le autorità stesse. Si ricordano in particolare le ordinanze prescrittive sottoscritte a Karlsbad sotto l'egida di Metternich (i Karlsbader Beschlüsse, o Deliberati di Karlsbad poi validi tra il 1819 ed il 1848, decretati per evitare il diffondersi del movimento liberale per l'unità tedesca), il periodo della dittatura nazista e poi comunista nella RDT.
Le Aktivitates hanno oggigiorno normalmente a disposizione un proprio edificio o abitazione per incontri e assemblee. Associazioni che ne sono prive s'incontrano regolarmente in spazi pubblici o presi in affitto, chiamati in Germania Konstante, in Austria Studentenbude (lett. "case dello studente"). L'acquisto e la conduzione degli immobili è di regola finanziato dai "Vecchi", garantendo così fitti a prezzo vantaggioso.

### Periodo di noviziato e periodo ordinario (Fuchsen- und Burschenzeit)
Aspiranti all'adesione associativa sono spesso denominati Spefüchse (o Füchse in spe, "germogli" in attesa). All'ingresso in una associazione segue un periodo di prova, in cui il novizio o novizia apprende i costumi della propria associazione, partecipando alle convenzioni con meno diritti, ma anche meno doveri, rispetto ai membri ordinari: durante questo periodo stringe i contatti anche con membri delle associazioni gemellate. Questo periodo può durare fino a due semestri e termina con la cosiddetta Burschung o anche Rezeption (ammissione), con la quale diviene membro ordinario a tutti gli effetti.
I membri effettivi assumono la responsabilità principale della vita associazionistica: incarichi, organizzatori di eventi, direzione delle convenzioni o doveri di rappresentanza e ospitalità. In questo periodo ci si batte a duello (Mensur) nelle associazioni "duellanti". Nel periodo finale degli studi, quando si deve concentrare negli esami di laurea, il membro studentesco può divenire inattivo per potersi concentrare nella preparazione dell'esame finale.
Di regola un'associazione richiede almeno tre membri attivi per mantenersi in funzione. Nel caso il numero di membri attivi scenda al di sotto e non possa essere rialzato tramite la partecipazione di membri inattivi, l'associazione viene sospesa e deve limitarsi ad eventi organizzati dai membri lavoratori (Anziani o Gentildonne). Se il numero necessario di membri attivi viene riacquisito, l'associazione può nuovamente essere ricostituita: ciò è possibile persino dopo decenni di sospensione.

### I Vecchi e l'associazione perpetua (Lebensbund)
Ex associati vengono chiamati Vecchi e Gentildonne (o Vecchie) indipendentemente dall'età. Nel loro complesso costituiscono il Filisterio (Philisterium), il quale, in generale, è una società registrata (eingetragener Verein – e. V.). Per l'ammissione è presupposta un'occupazione, o posizione lavorativa, stabile.
I Vecchi partecipano di meno all'organizzazione degli eventi rispetto ai membri attivi, ma sostengono finanziariamente l'associazione tramite contributo annuale, donazioni e soprattutto il mantenimento della Sede della corporazione o confraternita. Alcuni Vecchi, più attivi, possono ottenere delle cariche organizzative all'interno del Filisterio.
I Vecchi ed i membri studenteschi attivi s'incontrano di norma nell'ambito degli eventi principali della propria associazione, come per esempio nelle riunioni della Fondazione che finanzia le attività o nei convegni tra associazioni gemellate.
Il principio associativo perpetuo implica un obbligo vitalizio a fornire una garanzia, morale legale o anche economica, a ciascun membro della propria associazione. Contrariamente al concetto ottocentesco originale, a partire dall'entrata in vigore del Codice Civile tedesco (Bürgerliches Gesetzbuch – BGB) il 1º gennaio 1900 è possibile fuoriuscire dall'associazione tramite dichiarazione unilaterale del rescindente, oppure – nel caso di gravi infrazioni – tramite espulsione sulla base dello statuto. Membri fuoriusciti possono in ogni caso richiedere la riammissione nel Filisterio.

### Le Confederazioni (Dachverbände)
La maggior parte delle associazioni studentesche sono riunite in "associazioni ombrello" o Confederazioni, il cui scopo è il perseguimento di obiettivi comuni alle associazioni subordinate, con differenti gradi di autonomia: dai gemellaggi alle vere e proprie federazioni.
Molte Confederazioni in Germania si sono riunite a loro volta in due associazioni principali: la "Convenzione delle associazioni corporative tedesche" (Convent Deutscher Korporationsverbände - CDK), comprendente 11 associazioni corporative confederali, includenti a loro volta 200 associazioni studentesche subordinate (quindi attive) e circa 4000 studenti; e la "Convenzione delle associazioni tedesche dei laureati" (Convent Deutscher Akademikerverbände - CDA), comprendente 15 associazioni corporative confederali con circa 500 Filisteri (quindi non attive) e circa 50000 membri.

## Contrassegni esterni

### Colori

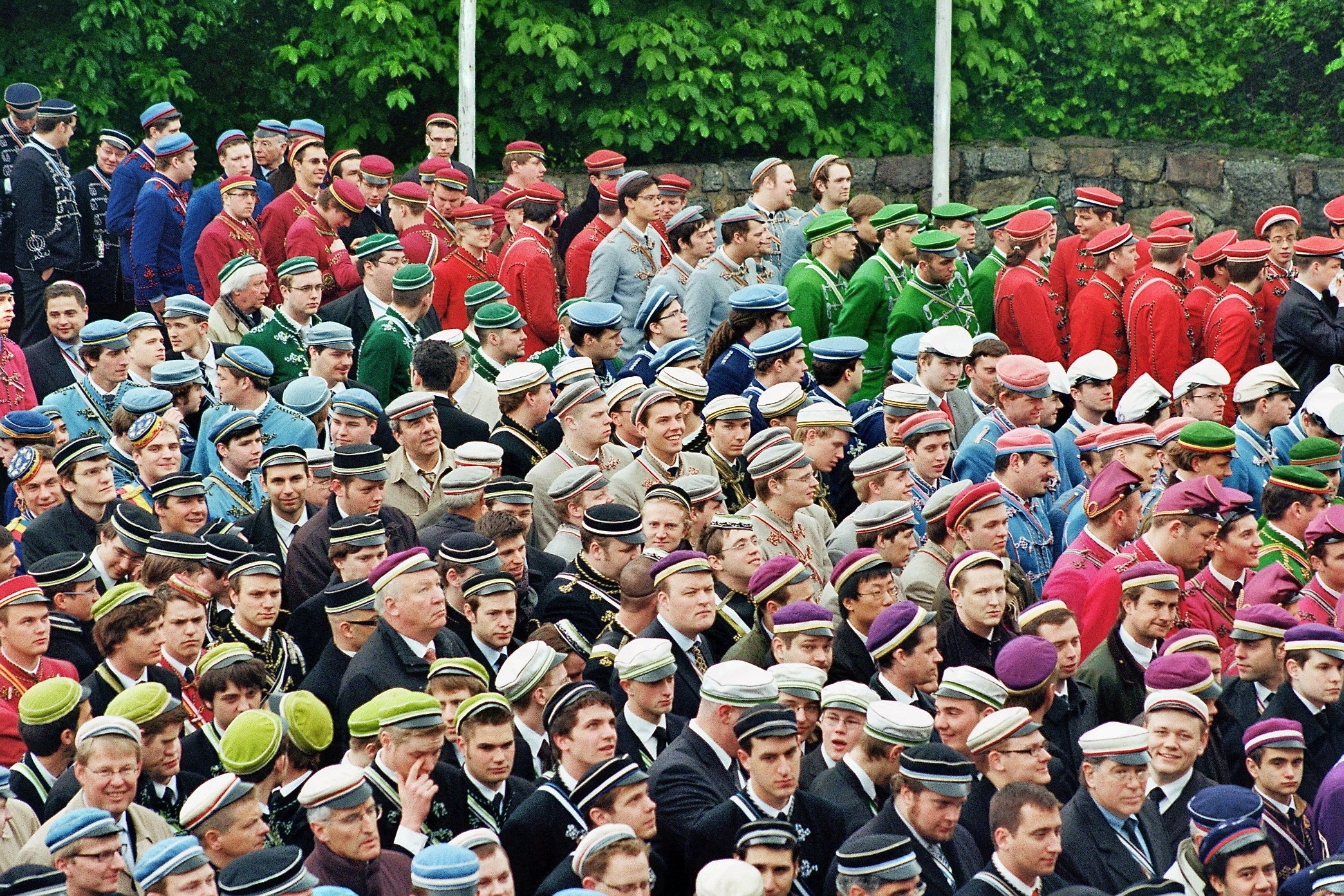
Corpi studenteschi indossa colori.

Come indossa-colori (farbentragend) sono indicate associazioni studentesche, i cui membri indossano un nastro e un cappello (le note feluche studentesche) in occasione di particolari celebrazioni, con il colore (o i colori) della propria associazione detto (detti) anche, con un francesismo, Couleur(s).
La combinazione di colori nero-rosso-giallo, passata in seguito nella bandiera nazionale tedesca, venne introdotta in origine proprio da un'associazione studentesca maschile (Burschenschaft) nel 1815, nell'ambito delle guerre contro i francesi di Napoleone, inaugurando le rivendicazioni liberali pantedesche precedenti il Vormärz.
Con le associazioni indossa-colori esistono dal 1857 anche le associazioni porta-colori (farbenführend), i cui membri non indossano colori con feluche e nastri, preferendo invece un'apposita uniforme (il Wichs), bandiere, o particolari nastri a strisce di diversi colori chiusi da fermagli di metallo(Zipfeln). In Austria e Germania meridionale esistono alcune associazioni non indossa-colori, i cui membri, pur indossando un nastro, non portano alcun tipo di cappello. Infine, le "associazioni nere" non indossano né portano alcun colore.

### Monogramma
Molte associazioni studentesche possiedono tra i propri simboli un monogramma, detto anche cerchio o circolo (Zirkel), costituito dall'intreccio di alcune lettere, perlopiù iniziali del nome dell'associazione o del suo motto; spesso sono presenti le lettere v, c ed f, derivanti da motti molto frequenti come «Vivat circulus fratrum» («Viva il circolo dei confratelli») ovvero «vivat, crescat, floreat» («viva, cresca e fiorisca»).
I monogrammi delle odierne associazioni studentesche hanno la loro origine in acronimi crittografici, con i quali i membri erano soliti manifestare la loro appartenenza alle associazioni stesse in documenti scritti, come diari, lettere o verbali delle riunioni associative, nel XVIII secolo.

### Stemma
Lo stemma studentesco non segue in maniera rigorosa le regole araldiche e venne in uso in Germania solo a partire dagli inizi del XIX secolo. Spesso lo stemma è partito in quattro campi, quello delle Burschenschaften in generale tramite una croce, riempiti a loro volta con simboli spesso ma non sempre di origine non araldica, facenti riferimento ai colori o agli emblemi della città universitaria di appartenenza, o della regione (storica o federale) o di alcuni membri del circolo e così via. Oltre ad essi si aggiungono simboli di amicizia, eternità e anche simboli di derivazione massonica o medievale.

### Inno del ‘colore’ (Farbenlied)
Ulteriore segnale di appartenenza, specialmente per le associazioni porta-colore (farbenführend) è l'inno dell'associazione il quale, proprio come una sorta di inno nazionale, costituisce un momento di particolare compartecipazione alla vita dell'associazione. Sono cantati in particolare i temi dell'orgoglio per i propri "colori", dell'amicizia, della fedeltà vitalizia all'associazione (secondo il principio associazionistico perpetuo: Lebensbundprinzip), giuramenti di lealtà, ecc. I Corpi in particolare fanno riferimento (con variazioni date dall'aggiunta di una particolare strofa per il proprio "colore") all'inno So pünktlich zur Sekunde («Puntuali al secondo»); le associazioni cattoliche invece all'inno Wenn wir durch die Straßen ziehen («In cammino per le vie»). Tali inni sono inoltre cantati in piedi, in cori spesso senza accompagnamento strumentale, perlopiù a conclusione di una seduta conviviale o di un banchetto goliardico (Kommers).

## Celebrazioni
Le associazioni studentesche hanno da sempre attribuito un grande significato a riunioni e celebrazioni di tutti i tipi tra i loro membri. Poiché in origine il periodo degli studi universitari era il primo periodo in cui i giovani studenti, spesso lontani dalle famiglie, potevano sottrarsi dalle cure parentali e organizzare in maniera autonoma la propria esistenza quotidiana, essi lo fecero privilegiando il contatto con altri studenti in occasioni conviviali. Da allora la gastronomia ed in generale la ristorazione è uno dei rami principali del commercio nelle città universitarie. Il consumo quotidiano di alcolici è da sempre una delle occupazioni preferite degli studenti e divenne nel corso dei secoli oggetto di diversi cliché, caricature e narrazioni nella letteratura e nell'arte popolare. In ambito tedesco si svilupparono diverse forme di celebrazioni conviviali. Si ricordano i Kneipe, il Kommers (ancor oggi vivi nel gergo giovanile e studentesco) e altre forme cadute in disuso come lo Hospicium o il Kränzchen. Se fino all'inizio del XIX secolo mangiare, bere e fumare facevano parte in ugual misura della vita studentesca, successivamente gli stessi studenti cominciarono a storpiare ed in parte a canzonare i propri stessi riti: sorse così la figura del Bierjunge (il birraiolo) come caricatura dello studente, perennemente intento a duelli studenteschi, le Mensuren. Alcune di queste forme si sono comunque mantenute nel tempo e ancora oggi fanno parte del programma semestrale della maggior parte delle associazioni. Tra di esse si contano, tra le più note, le seguenti:

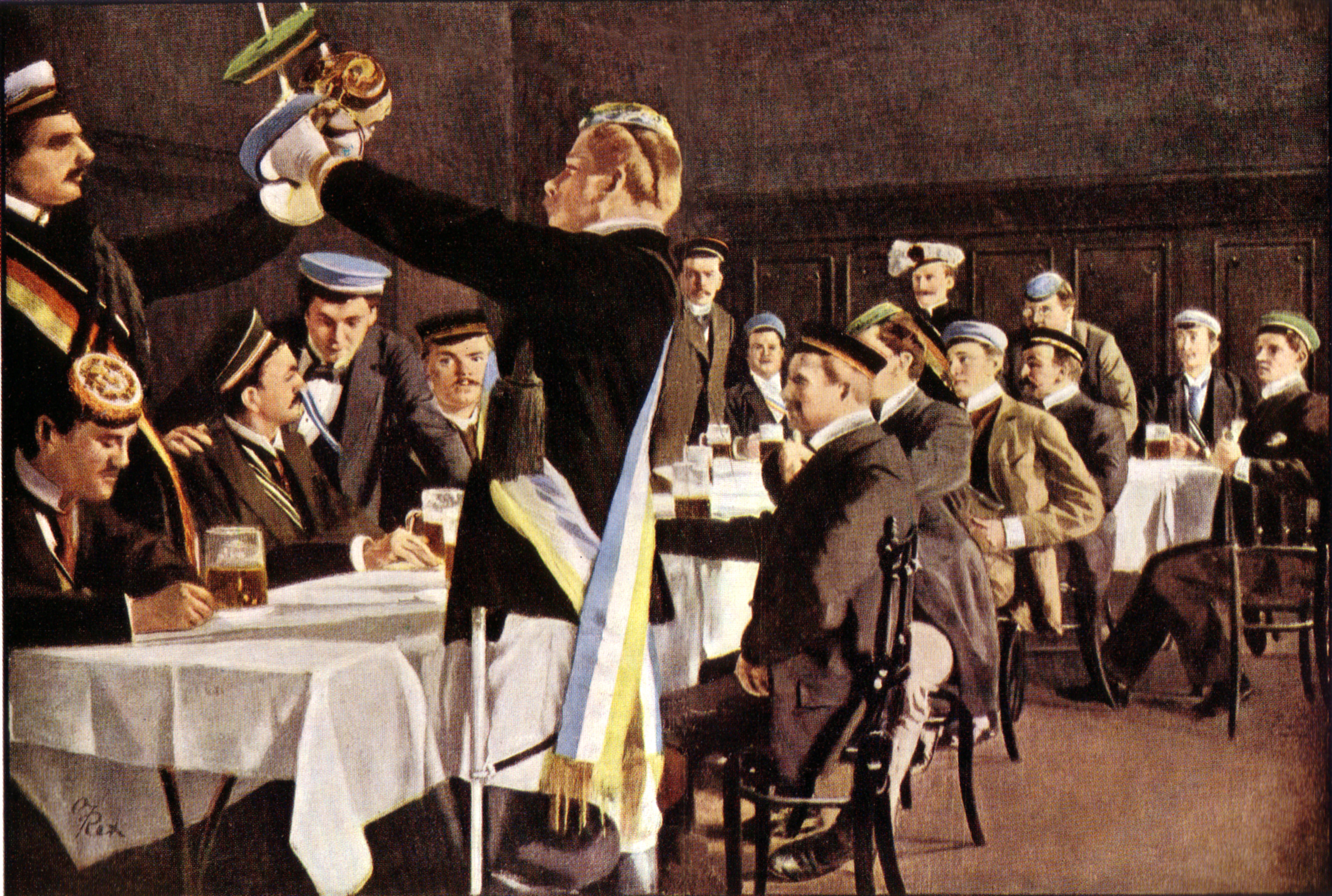
Landesvater di studenti tedeschi a Praga (1900).

- La Kneipe: traducibile con "birrata" (Kneiperei) ha assunto nella lingua corrente anche il significato di "gozzoviglia"), è una delle celebrazioni più frequenti e tradizionali. Viene organizzata secondo regole ben definite (nel cosiddetto "Statuto dell'osteria", il Bier-Comment) e vi vengono tenuti discorsi, canti, inni e naturalmente bevute di birra nonché altri alcolici. Nella parte non ufficiale della Kneipe sono poi offerti da alcuni partecipanti i "mimi da osteria" (Biermimiken): sono, in generale, discorsi divertenti, barzellette, dialoghi o poesie, a volte satire.
- Il Kommers: è il "banchetto goliardico" vero e proprio, la forma più solenne e rappresentativa della Kneipe. I Kommerse hanno luogo tipicamente per le celebrazioni della fondazione, con coloro che sovvenzionano l'associazione (con i "Vecchi") ed in occasione delle ricorrenze cittadine e universitarie. In particolari occasioni si "presceglie" un "patriarca" o "sovrano" del banchetto (Landesvater). Il culmine della celebrazione si raggiunge con il discorso cerimoniale (Festrede), tenuto da un importante partecipante al Kommers, non necessariamente membro di un'associazione.
- Stiftungsfest: è la celebrazione più solenne, tenuta in occasione dell'anniversario della fondazione dell'associazione studentesca. Momento principale è il ballo della cerimonia della ricorrenza.
- Congresso (festa, riunione) confederale: è l'evento principale di un'associazione confederale, con sedute di lavoro e riunioni conviviali (balli e banchetti). Hanno luogo con cadenza annuale o biennale.

Queste forme tradizionali di eventi hanno tradizionalmente luogo o esclusivamente con presenze maschili o con sole presenze femminili; quest'ultimo dato però può variare molto di associazione in associazione e sono oggigiorno cadute quasi in disuso. Ad esse si preferiscono eventi con presenze miste, oltre ad eventi che non ubbidiscono più a particolari regole o statuti. Le associazioni hanno poi sviluppato la consuetudine di invitare tutti gli studenti, anche i non iscritti, una volta all'anno in una grande festa, con centinaia di partecipanti. In quest'occasione si apre anche la sede corporativa, di cui dispongono oramai la maggior parte delle associazioni studentesche tedesche, ai visitatori esterni.
Ulteriori organizzazioni di eventi sono ispirate dal carattere particolare delle diverse associazioni: le Burschenschaften e associazioni scientifiche di studenti presentano serie di convegni dedicati ad aspetti particolari della ricerca scientifica, associazioni musicali e coreutiche, serate di cori o concerti, associazioni orientate all'attività ginnica (come i canottieri) attività sportive, infine le associazioni cristiane anche celebrazioni religiose.